# نادي الاتحاد (فلسطين)
نادي الاتحاد الرياضي أحد أعرق الأندية الفلسطينية ومقره نابلس.
تأسس النادي عام 1932 م في مدينة نابلس. توقف نشاطه في أوقات متقطعة ولفترات طويلة بسبب الظروف التي سادت فلسطين أثناء الانتداب البريطاني وبسبب النكبة. تجدد النشاط بتاريخ 25-5-1962م حيث عقدت الهيئة التأسيسية الجديدة لنادي الاتحاد الرياضي جلسة أولى رسمية بعد النكبة وذلك بحديقة المنشية في نابلس لإعادة النشاط الرياضي والثقافي.

## تاريخ النادي
كان الهدف من التأسيس هو اعتباره مؤسسة وطنية قادرة على تحمل أعباء المرحلة لتكريس العمل الاجتماعي الثقافي والرياضي والكشفي على أرض الواقع وتكون منارة يهتدي بها كل أبناء المدينة بل والمحافظة، يعطونها من جهدهم وانتمائهم وتعطيهم من روح العمل الجماعي الهادف بريق الأمل في مستقبل زاهر مسلحين بروح التربية الوطنية الصادقة ومؤمنين بحتمية النصر والاستقلال، والجميع متفق على العمل الوطني وعلى ذات الفكر القومي وفي نفس المسار فقرر الجميع تأسيس نادي رياضي تحت اسم نادي الاتحاد الرياضي.
وكان ممن أسس هذه الفكرة السيد واصف كمال والسيد ممدوح السخن ورستم الماضي ورفعت النمر وأكرم زعيتر ود. صلاح العنبتاوي وكثير من أبناء هذه البلد.
لقد تطور النادي عبر سنوات عطاءه فأصبح العنوان الأول لكافة الأنشطة رياضيا وثقافيا وكشفيا واجتماعيا ونشطت لجانه في كل المجالات وتوجت ببروز أبطال النادي على الصعيد الرياضي ونشط العمل الاجتماعي فشكل النادي نقطة الالتقاء لكافة أبناء المدينة من المسلمين والمسيحيين حتى الاحتلال الإسرائيلي عام 1948 وتوقف الأنشطة في النادي حتى عام 1952 عندما استؤنفت الأنشطة من جديد.
وفي عام 1962 م وبتاريخ 25-5-1962 م عقدت الهيئة التأسيسية لنادي الاتحاد الرياضي جلسة أولى وذلك بحديقة المنشية في نابلس وبحضور كل من السادة:جواد كمال والدكتور فيصل كنعان- رماء جود الله- نهاد كمال-مدحت كنعان- داوود الطويل والدكتور فؤاد الطاهر-وضاح طوقان ظاهر عرفات- شريف حلاوة- محمد أسعد وخالد العبوة - الدكتور فيصل كمال- وشوكت كمال
وكان للنادي في ذلك الوقت نشاط قوي في معظم الألعاب الرياضية مثل كرة القدم، كرة السلة، كرة اليد، كرة الطاولة، العب القوى، المصارعة والملاكمة (من أهم الأبطال عبد الكريم سعد بطل الأردن للوزن الثقيل وكامل عيران بطل وزن الريشة) واستمرت هذه الأنشطة بعد النكبة.
وقد تم انتخاب لجنة تحضيرية من اجل إعادة نشاطات النادي وانتخاب هيئة إدارية جديدة وقد تم ذلك في 15-7-1967 وقد تكونت هذه الهيئة الإدارية من:
نهاد كمال- أمين للسر -
كمال الزاغة - نائب أمين السر-
مدحت كنعان- أمين للصندوق-
-وليد استيتية- نائب أمين الصندوق
- فائق المصري، فؤاد الطاهر، وفيصل كمال - أعضاء

## أعضاء الهيئة التأسيسية التاريخية عام 1932 م
- واصف كمال
- ممدوح السخن
- رستم الماضي
- رفعت النمر
- أكرم زعيتر
- صلاح العنبتاوي

## أعضاء الهيئة التأسيسية - بعد النكبة 1948 م
- جواد كمال
- د. فيصل كنعان
- رماء جود الله
- نهاد كمال
- مدحت كنعان
- داوود الطويل
- الدكتور فؤاد الطاهر
- وضاح طوقان
- ظاهر عرفات
- شريف حلاوة
- محمد أسعد
- خالد العبوة
- د. فيصل كمال
- شوكت كمال

## أعضاء الهيئة الادارية - بعد النكسة 1967 م
- نهاد كمال- أمين للسر
- كمال الزاغة - نائب أمين السر
- مدحت كنعان- أمين للصندوق
- وليد استيتية- نائب أمين الصندوق
- فائق المصري - عضو
- فؤاد الطاهر - عضو
- فيصل كمال - عضو

## الهيئة الإدارية الحالية
| الاسم                 | الصفة الإدارية   |
| --------------------- | ---------------- |
| عنان وصفي المصري      | الرئيس           |
| بسام محمد طوقان       | نائب الرئيس      |
| حسان محمد جابر        | أمين الصندوق     |
| وائل عبدالجواد تكروري | أمين السر        |
| مازن محمد الكوني      | المشرف الرياضي   |
| علي أحمد حجاوي        | المشرف الاجتماعي |
| سعد بشر شرف           | المشرف الثقافي   |
| علام شوكت كمال        | عضوية            |
| خليل كلبونة           | عضوية            |

## رؤساء نادي الاتحاد
قائمة رؤساء النادي على مر التاريخ منذ 1959
| رقم | الإسم       | من   | إلى      |
| --- | ----------- | ---- | -------- |
| 1   | نهاد كمال   | 1960 | 1975     |
| 2   | دولة فلسطين | 1999 | 2003     |
| 3   | وضاح طوقان  | 1985 | 2000     |
| 4   | شوكت علام   | 2000 | 2019     |
| 6   | عنان المصري | 2019 | حتى الآن |

## اهداف النادي
1. نشر الثقافة والوعي الوطني الفلسطيني.
2. تاهيل وتمكين الإنسان الفلسطيني للصمود في فلسطين.
3. توجيه الشاب الفلسطيني نحو الانتماء لفلسطين والارتباط بها.
4. غرس روح العمل التطوعي
5. نشر الوعي الرياضي والثقافي
6. تاهيل وتدريب الكوادر الرياضية والكشفية والفنية.
7. مساعدة المجتمع المحلي بكافة مكوناته من عائلات، مؤسسات، وافراد في مختلف المجالات الإنسانية.
8. تنشيط الرياضة في مدينة نابلس بكافة اشكالها

## انجازات النادي
1- استئناف النشاط الرياضي عام 1952 بعد توقفه قسرا.
2- وفي عام1962 م وبتاريخ 25-5-1962 م عقدت الهيئة التأسيسية لنادي الاتحاد الرياضي جلسة أولى وذلك بحديقة المنشية في نابلس وبحضور كل من السادة:جواد كمال والدكتور فيصل كنعان- رماء جود الله- نهاد كمال-مدحت كنعان- داوود الطويل والدكتور فؤاد الطاهر-وضاح طوقان ظاهر عرفات- شريف حلاوة- محمد أسعد وخالد العبوة - الدكتور فيصل كمال- وشوكت كمال
وكان للنادي في ذلك الوقت نشاط قوي في معظم الألعاب الرياضية مثل كرة القدم، كرة السلة، كرة اليد، كرة الطاولة، العب القوى، المصارعة والملاكمة (من أهم الأبطال عبد الكريم سعد بطل الأردن للوزن الثقيل وكامل عيران بطل وزن الريشة) واستمرت هذه الأنشطة بعد النكبة.
وقد تم انتخاب لجنة تحضيرية من اجل إعادة نشاطات النادي وانتخاب هيئة إدارية جديدة وقد تم ذلك في 15-7-1967

## كرة القدم
- المشاركة في الدوري الممتاز الأردني بكرة القدم للأعوام 1962-1967
- من الاندية المتميزة على مستوى محافظة نابلس وكذلك الضفة الغربية في السبعينيات
- برز من النادي العديد من اللاعبين عل مر التاريخ ومنهم نهاد كمال، تيسير النابلسي، منير عبدة، وضاح طوقان,
زاهي كمال، زياد الحبش، رياض الحبش، محمد العارضة، رشدي أبو غزالة، سليم طة، غسان طة، حسين جابر، منير ملحس، يوسف الريشة، علي أبو رعد، محمد سعيد جبر، محمد حنو، مطيع طوقان، علام كمال، حيدر سبع العيش، عقان سويدان، شاهر السرميطي حمودة إسماعيل حمودة وإبراهيم حمودة واخرون.
- عودة الفريق إلى دوري الاضواء عام 1996
- مشاركة في دوري 2008-2009 وهبوط ظالم إلى دوري الدرجة الولى أ مع الحصول على كاس الفريق المثالي
- مشاركة في دوري الأولى أ ضمن المجموعة الأولى (2009-2010)
- مشاركة في دوري الممتازة أ+ب (2010-2011)
- مشاركة في دوري الدرجة الثانية (2011-2012)(بعد إعادة تسمية الدرجات - وهي أعلى درجة هواة في الدوري الفلسطيني)والحصول على المركز الثاني
-حصول فريق الناشئين «مواليد 1997» على لقب بطل فلسطين لموسم 2011-2012 بعد أن لعب الفريق 14 مباراة بدون أي هزيمة.

## تشكيلة الفريق الحالية (موسم 2012-2013)
ملاحظة: تشير الأعلام إلى المنتخب الوطني على النحو المحدد في قواعد الأهلية للفيفا. قد يحمل اللاعبون أكثر من جنسية واحدة غير تابعة للفيفا.
| الرقم | البلد       | المركز | اللاعب                  |
| ----- | ----------- | ------ | ----------------------- |
| 1     | دولة فلسطين | حارس   | لؤي الزاغة              |
| 2     | دولة فلسطين | حارس   | عبد الله زعتر           |
| 3     | دولة فلسطين | مدافع  | هشام اسليم              |
| 4     | دولة فلسطين | مدافع  | شادي التكروري           |
| 5     | دولة فلسطين | مدافع  | محمود حسين " البيعة"    |
| 6     | دولة فلسطين | مدافع  | محمد السخلة             |
| 7     | دولة فلسطين | مدافع  | عبد الرحيم حنني         |
| 8     | دولة فلسطين | مدافع  | محمد الشافعي            |
| 9     | دولة فلسطين | مدافع  | رياض أبو شلبك           |
| 10    | دولة فلسطين | مدافع  | صقر سبع العيش           |
| 11    | دولة فلسطين | وسط    | خالد اعديلي " أبو هنود" |
| 12    | دولة فلسطين | وسط    | مالك إسماعيل            |

| الرقم | البلد       | المركز | اللاعب                |
| ----- | ----------- | ------ | --------------------- |
| 13    | دولة فلسطين | وسط    | فادي أبو كف           |
| 14    | دولة فلسطين | وسط    | عمرو جبر              |
| 15    | دولة فلسطين | مدافع  | عاصم المصري           |
| 16    | دولة فلسطين | وسط    | محمد ارشيد            |
| 17    | دولة فلسطين | وسط    | عنان الزاغة           |
| 18    | دولة فلسطين | مهاجم  | سائد جود الله         |
| 19    | دولة فلسطين | مهاجم  | يزن العايدي           |
| 20    | دولة فلسطين | مهاجم  | زياد أبو شلبك         |
| 21    | دولة فلسطين | مهاجم  | راني ابريك            |
| 22    | دولة فلسطين | مهاجم  | صهيب السركجي          |
| 23    | دولة فلسطين | مهاجم  | جمال حلاوة " الدحروج" |
| 24    | دولة فلسطين | مدافع  | احمد أبو ظاهر         |

## كرة السلة
- بطولة الضفة الغربية لعام 73-74
- بطولة نابلس لعشرة سنوات متتالية من عام 1970 حتى عام 1980

فريق كرة السلة عام 1971

## كرة اليد
- بطولة الضفة الغربية لعام 73-74

## كرة الطاولة
- وصيف بطل الضفة الغربية لعام 73-74
- بطولة الضفة الغربية لعام 98-99
- من اللاعبين الذين تميزوا في هذة اللعبة:خالد العبوة، فواز مساعيد، محمد طبيلة، فيصل أبو خرمة وجواد ضمرة

فريق تنس الطاولة عام 1971

## الشطرنج
هنالك نشاط متميز في لعبة الشطرنج بقيادة اللاعب المخضرعمار السالم الحائز على العديد من البطولات ومن
أهمها المرتبة السادسة في بطولة العرب للشطرنج التي أقيمت في دبي

## التايكواندو
تم إضافة هذا النشاط في السنوات القليلة الماضية حيث أن النادي يعتبر من الأندية الرائدة في هذا المجال في المحافظات الشمالية بقيادة المدرب القدير الأستاذ أحمد أبو حطب، وقد مثل العديد من لاعبي النادي منتخب فلسطين في العديد من البطولات. وقد حصل إبطال النادي على سبعة ميداليات في بطولة الحسين الدولية التي أقيمت في عمان في شهر آب- 2008 واحتلوا بذلك المركز الخامس من بين 26 فريق شاركوا في البطولة.
كما حصل اللاعب أحمد جلال على الميدالية البرونزية في دورة الألعاب العربية في الدوحة لعام 2011.

## المدربين السابقين
قائمة بأبرز المدربين الذين مروا بتاريخ نادي الاتحاد :-

- يوسف الريشة
- رشاد الهندي
- محمد حنو

## أبرز النجوم تاريخيا - كرة القدم
قائمة بأبرز نجوم كرة القدم الذين مروا بتاريخ نادي الاتحاد :-

| - وضاح طوقان - فوزي مساعيد - شكري الخاروف - شكري جاموس - مثقال مساعيد - سميح طبيلة - سامح كنعان - مطيع طوقان - باسم قناديل - محمد حنو - محمد سعيد جبر - جعفر قناديل |

## وصلات خارجية
- الموقع الرسمي للاتحاد الفلسطيني لكرة القدم